# Vooruit (Belgische krant)
De Vooruit is een voormalig Belgisch Nederlandstalig, socialistisch dagblad uit Gent.

## Geschiedenis
In 1884 stichtte Edward Anseele de krant vanuit de Samenwerkende Maatschappij Vooruit Nr.1. Op 31 augustus 1884 verscheen het eerste nummer. In het begin was Anseele wegens financiële omstandigheden zowel hoofdredacteur als letterzetter. Vooruit was nauw gelieerd aan de Belgische Werkliedenpartij waardoor, eveneens in Gent, in 1890 het dagblad Het Volk werd opgericht als katholiek tegengewicht. Geleidelijk groeide de krant tot een van belangrijkste nieuwsmedia van de stad.

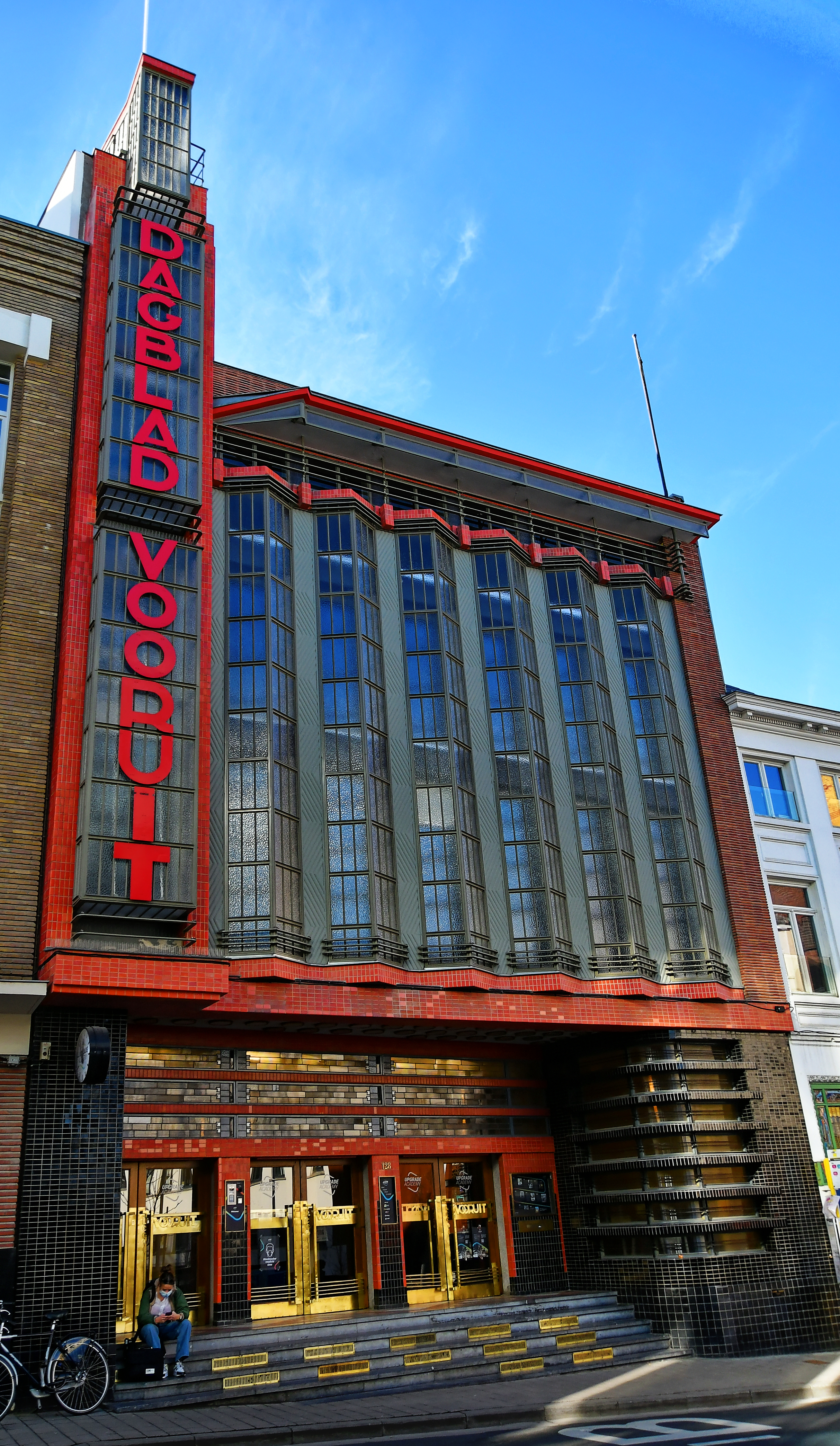
Omgebouwd op nr 128

Door dit succes zocht Anseele naar een nieuw onderkomen voor zijn krant. In 1930 verhuisde de redactie naar de Sint-Pietersnieuwstraat 128. Het bestaande pand, een herenhuis, zou worden omgebouwd en aangepast door architect Fernand Brunfaut, de uitvoering van de bouwwerken was toevertrouwd aan de coöperatieve Gentsche Bouwwerken. De glazen voorgevel werd opgetrokken voor het herenhuis in de stijl van de nieuwe zakelijkheid. De inhuldiging van het perspaleis vond plaats op 10 januari 1931. Het meubilair was ontworpen door Maxime Brunfaut en Charles van Beerleire. In deze periode was August Balthazar hoofdredacteur en Frits Van den Berghe illustrator bij de krant.
Tijdens de Eerste Wereldoorlog mocht de krant gedrukt worden, zij het met Duitse militaire censuur, maar bij het begin van de Tweede Wereldoorlog, op 17 mei 1940 werd de uitgave wegens de oorlogsomstandigheden gestaakt. In de zomer van 1940 speelde de Nieuwe Orde adept Hendrik de Man met de gedachte om van Vooruit de spreekbuis van zijn collaboratiepolitiek te maken, onder meer als orgaan van het nieuwe eenheidssyndicaat, de Unie van Hand- en Geestesarbeiders. Eind januari 1941 werd een Duitse Verwalter aangesteld, en verscheen Vooruit! (met uitroepteken) als een zogenaamd gestolen blad. De nieuwe richting bleek onder meer ook uit een terug aanknopen met figuren uit een verondersteld Vlaams-socialistisch verleden zoals Emiel Moyson. Op 6 september 1944 werden de gebouwen ingenomen door leden van de socialistische weerstand, en diezelfde dag liep er een bevrijdingsnummer van de persen. 
Op het hoogtepunt in de jaren vijftig had Vooruit een oplage van 56.000 exemplaren. Nadruk lag toen op sport- en populaire verslaggeving aan de ene kant, anderzijds culturele bijdragen met bekende medewerkers als onder meer Achilles Mussche, Paul-Gustave van Hecke, Richard Minne, Raymond Herreman alias Boekuil, Johan Daisne en Louis Paul Boon als Boontje.
In 1978 werd de Vooruit na een fusie met de Volksgazet voortgezet als De Morgen. De naam Vooruit leefde vervolgens voort als regionale editie van De Morgen voor het Arrondissement Gent-Eeklo. Na de overname van De Morgen en Antwerpse Morgen in 1989 door De Persgroep, hield Vooruit als titel nog stand tot 1991.
De Koninklijke Bibliotheek van België en Amsab-Instituut voor Sociale Geschiedenis hebben de periode 1884-1950 van Vooruit gedigitaliseerd. De krant is voor de periode 1884-1950 zowel in de leeszaal van Amsab-ISG, als in die van de Koninklijke Bibliotheek en de Universiteitsbibliotheek Gent raadpleegbaar. De periode 1884-1918 wordt bovendien online aangeboden op de websites van de Koninklijke Bibliotheek en Amsab-ISG.
Het redactiegebouw stond een hele tijd leeg en vond pas in de vroege jaren 90 een herbestemming als cultureel centrum Backstage. In 2009 werd het gebouw gerenoveerd en omgevormd tot een hostel.De hostel werd in 2016 permanent gesloten en sinds 2020 is het omgevormd tot een belevingslocatie voor Upgrade Estate.
In 2007 verscheen het boek Boon(tje) en ik op Dagblad Vooruit van Freek Neirynck (ISBN 978-9079048212), waarin hij gedetailleerd de periode beschrijft waarin hij werkte op de redactie.

## Structuur
| Tijdspanne  | Hoofdredacteur      |
| ----------- | ------------------- |
| 1884 - 1886 | Edward Anseele      |
| 1888 - 1890 | Eduard Stautemas    |
| 1891 - 1901 | Ferdinand Hardijns  |
| 1901 - 1915 | Aimé Bogaerts       |
| 1915 - 1927 | Ferdinand Hardijns  |
| 1927 - 1940 | August Balthazar    |
| 1940 - 1941 | Marinus De Rijcke   |
| 1941 - 1943 | Maurits Seys        |
| 1943 - 1944 | Gaston De Vos       |
| 1944 - 1947 | Gaston Crommen      |
| 1947 - 1959 | August De Block     |
| 1959 - 1961 | Georges Hebbelinck  |
| 1964 - 1969 | Pierre Van der Poel |
| 1969 - 1978 | Bob Van de Voorde   |

| Tijdspanne  | Bestuurder         |
| ----------- | ------------------ |
| 1908 - 1909 | Emiel Van Sweden   |
| 1909 - 1926 | Pol De Visch       |
| 1927 - 1939 | August Balthazar   |
| 1940 - 1941 | Désiré Cnudde      |
| 1941 - 1944 | Gaston De Vos      |
| 1944 - 1947 | Ferdinand De Smedt |
| 1947 - 1959 | August De Block    |
| 1959 - 1974 | Julien Van Nevele  |
| 1974 - 1977 | Gust Wallaert      |
| 1978 - 1980 | Willy Seeuws       |
| 1980 - 1983 | Leon Temmerman     |
| 1984 - 1986 | Jan De Ville       |